# Drukgradiënt
De drukgradiënt is de grootheid die in de mechanica gebruikt wordt om de verandering van de druk in een medium weer te geven. De drukgradiënt is een vectorgrootheid waarvan de lengte gewoonlijk wordt uitgedrukt in de SI-eenheid pascal per meter. Drukgradiënten spelen een belangrijke rol in theorieën uit de aerodynamica en hydrodynamica die toegepast worden in uiteenlopende natuurwetenschappelijke en technische vakgebieden, variërend van de luchtvaarttechniek en de geofysica tot de astronomie en de biofysica.

## Coördinatenstelsels
Als de druk {\displaystyle P=P(x,y,z)} een functie is van de cartesische {\displaystyle x}-, {\displaystyle y}- en {\displaystyle z}-coördinaten, die continu en differentieerbaar is, wordt de drukgradiënt gegeven door de gradiënt van {\displaystyle P}:
{\displaystyle \nabla P={\begin{pmatrix}{\frac {\partial P}{\partial x}},{\frac {\partial P}{\partial y}},{\frac {\partial P}{\partial z}}\end{pmatrix}}}
De drukgradiënt wordt soms ten opzichte van poolcoördinaten, bolcoördinaten of andere coördinatenstelsels gedefinieerd als dat voor de beschrijving van een bepaald probleem handiger is.
In veel gevallen, zoals in de sterrenkunde, worden drukgradiënten in bolcoördinaten uitgedrukt:
{\displaystyle \nabla P={\partial P \over \partial r}{\boldsymbol {\hat {r}}}+{1 \over r}{\partial P \over \partial \theta }{\boldsymbol {\hat {\theta }}}+{1 \over r\sin \theta }{\partial P \over \partial \varphi }{\boldsymbol {\hat {\varphi }}}}
Er wordt in de meteorologie wordt meestal met roterende assenstelsels gewerkt die met de rotatie van de Aarde meedraaien. In roterende assenstelsels moet met het Corioliseffect rekening worden gehouden.

## Dynamische systemen

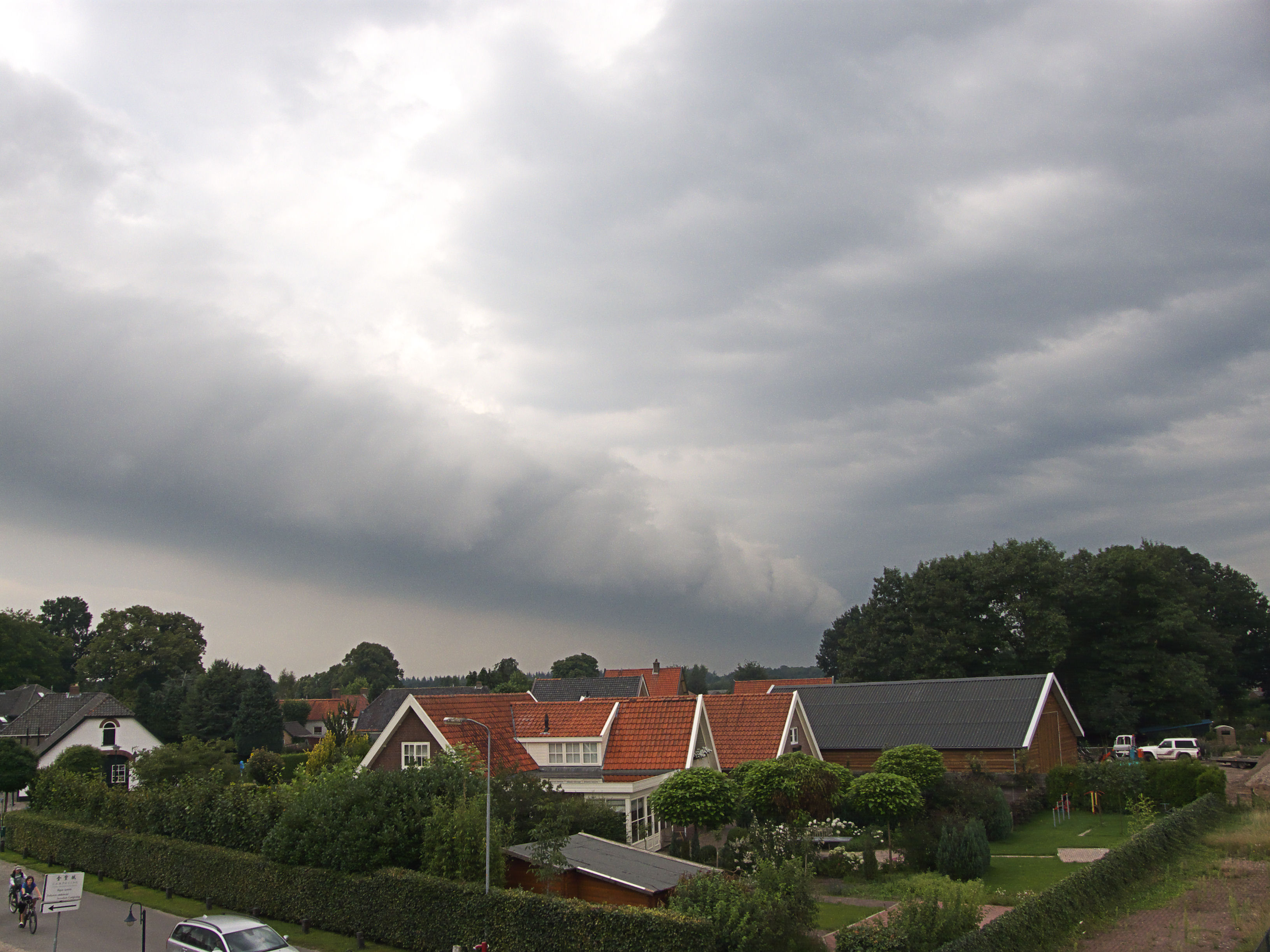
Rolwolk.

Veel dynamische verschijnselen in de natuur worden door veranderende drukgradiënten veroorzaakt of in stand gehouden. Onder deze verschijnselen vallen:
- golfverschijnselen waaronder geluidsgolven en schokgolven zoals P-golven en tsunami's na een aardbeving.
- stromingsverschijnselen waaronder convectie en vortices die in onze atmosfeer voorkomen, zoals thermiekbellen, rolwolken en windhozen.

De stromingsvergelijkingen waarmee deze processen beschreven worden, zijn over het algemeen erg ingewikkeld en moeilijk op te lossen. Ze worden binnen de wiskunde bij de dynamische systemen ingedeeld. Deze vergelijkingen, waarin drukgradiënten een hoofdrol vervullen, zoals de Navier-Stokes-vergelijkingen, vormen de theoretische basis voor de klimatologie en de meteorologie.

## Systemen in evenwicht
Binnen statische toestanden van fysische systemen spelen drukgradiënten meestal een belangrijke rol. De luchtdruk op verschillende hoogten in de atmosfeer of de waterdruk op verschillende diepten in meren of oceanen wordt grotendeels bepaald door statische drukgradiënten. Het soortelijk gewicht van water en lucht en het zwaartekrachtsveld van de Aarde bepalen de grootte van deze drukken en drukgradiënten.

## Homogene gravitatievelden
In een homogeen gravitatieveld in de verticale z-richting, en een vlakke dichtheidsverdeling {\displaystyle \rho (x,y,z)=\rho (z)}, waardoor de {\displaystyle x}- en {\displaystyle y}-componenten, {\displaystyle \partial p/\partial x} en  {\displaystyle \partial p/\partial y}, in de gradiënt verdwijnen, spelen alleen termen met een {\displaystyle z}-component een rol:
{\displaystyle {\frac {\partial P}{\partial z}}=-g\,\rho (z)}
waarin {\displaystyle \scriptstyle \rho (z)} de dichtheid van het medium op een bepaalde hoogte {\displaystyle z} is en {\displaystyle g} de valversnelling. De gradiënt heeft een negatieve waarde omdat de druk afneemt als de hoogte toeneemt. Doordat de componenten in het horizontale vlak wegvallen, kan de vergelijking opgevat worden als een gewone differentiaalvergelijking.
Onder standaardomstandigheden hebben drukgradiënten op zeeniveau waarden van ongeveer 9.800 Pa/m in water en 12,6 Pa/m in lucht.

Duikers kunnen bij hoge drukken last van caissonziekte krijgen als ze te diep duiken.

### Vloeistoffen
Vloeistoffen zijn meestal slecht samendrukbaar, zodat de dichtheid van een vloeistof vrijwel niet afhankelijk is van de druk. Dan kan de vergelijking voor de drukgradiënt geschreven worden als:
{\displaystyle {\frac {d}{dz}}\,P(z)=-g\,\rho _{v}},
waarin {\displaystyle \scriptstyle \rho _{v}} de dichtheid van de vloestof is. Bij een constante dichtheid levert de oplossing van deze vergelijking in een homogeen zwaartekrachtsveld de relatie:
{\displaystyle P(z)=P_{0}-g\,\rho _{v}\,z}
voor {\displaystyle z<0} op, waarin {\displaystyle P_{0}} de druk aan het vloeistofoppervlak is bij {\displaystyle z=0}.

### Duiken
De uitdrukking voor de drukgradiënt laat zien dat de druk onder water met iets minder dan 0,1 atm per meter toeneemt, als men naar grotere diepte gaat. Om de veiligheid te waarborgen bij het ontwerpen van onderzeeërs, duikuitrustingen en het opstellen van procedures voor duiken op grote diepte is het noodzakelijk de drukgradiënt te kennen.

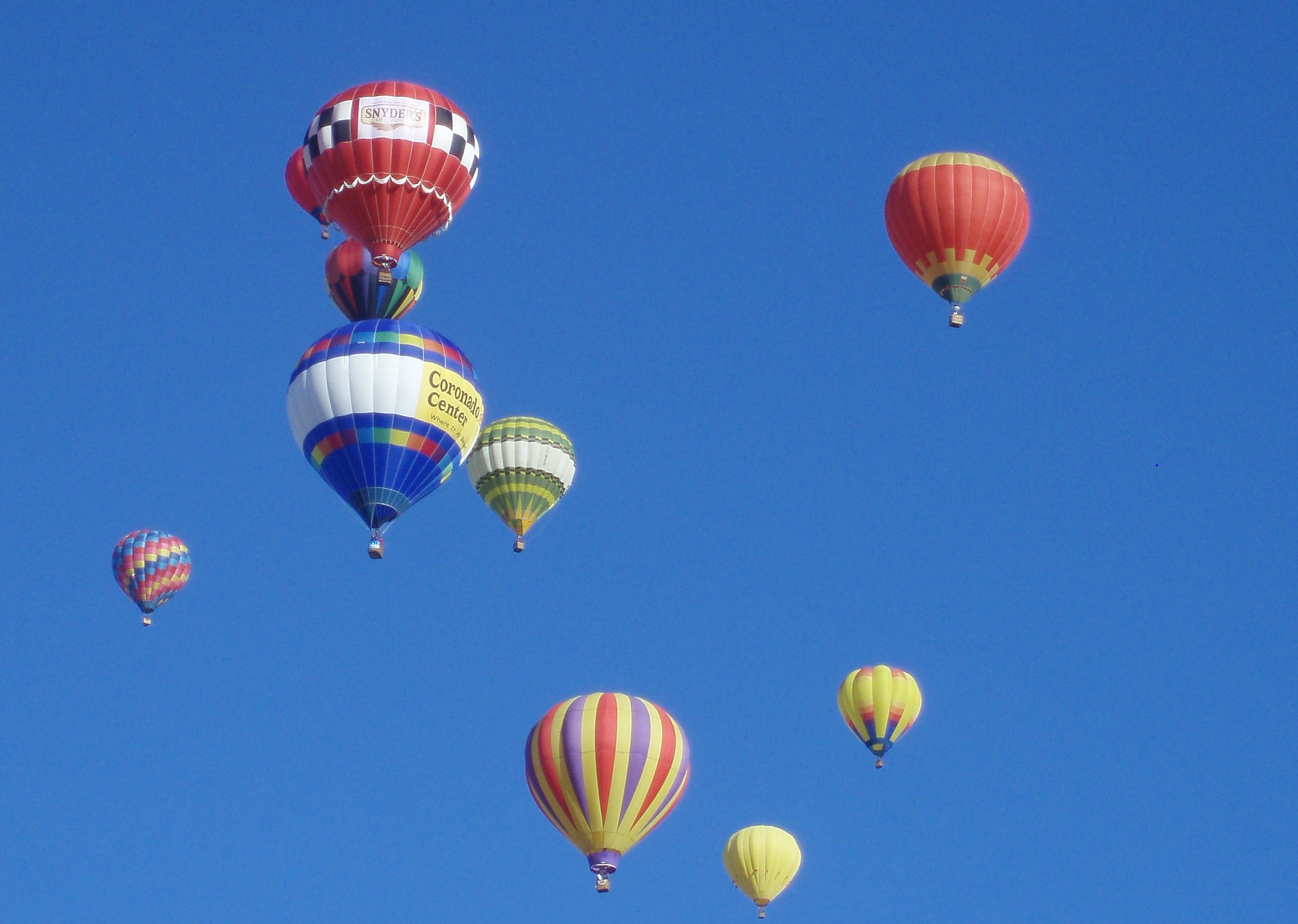
De snelheid waarmee luchtballonnen opstijgen hangt af van verschillen in de dichtheid van gassen.

### Gassen
Voor een ideaal gas is de dichtheid bij constante temperatuur evenredig aan de druk:
{\displaystyle \rho (z)={\frac {M}{R\,T}}\,P(z)}
waarin {\displaystyle M} de molaire massa, {\displaystyle R} de gasconstante en {\displaystyle T} de temperatuur is. Voor de relatie tussen de drukgradiënt en de druk geldt dan:
{\displaystyle {\frac {d}{dz}}\,P(z)=-{\frac {g\,M}{R\,T}}\,P(z)}
De integraal van deze vergelijking geeft voor {\displaystyle z>0} de relatie tussen druk en hoogte:
{\displaystyle P(z)=P_{0}\,e^{-{\frac {g\,M}{R\,T}}\,z}}
waarin {\displaystyle P_{0}} de druk voor {\displaystyle z=0} is.

## Luchtdruk

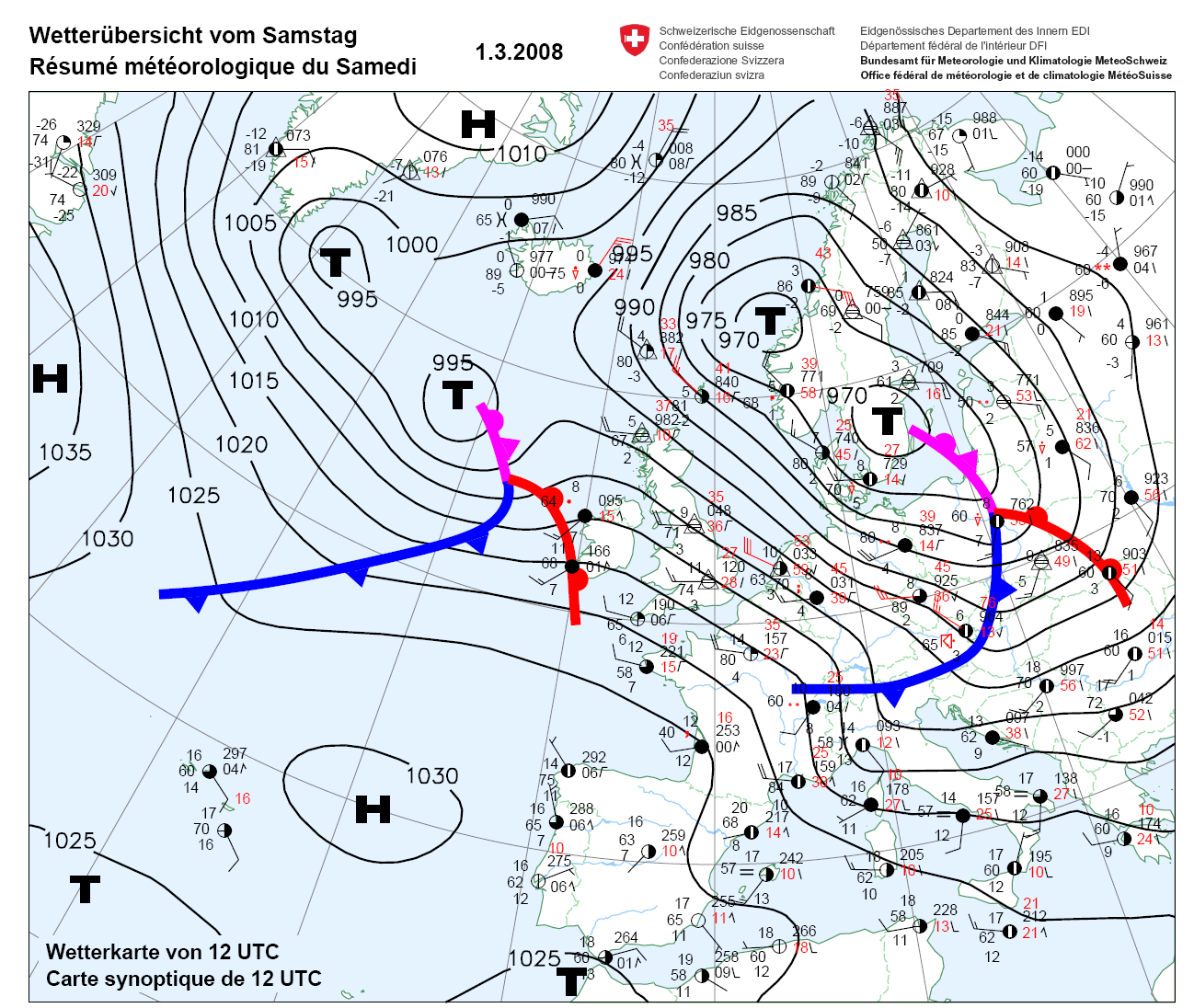
Weerkaart van West-Europa.

De basis van een reguliere weerkaart wordt vrijwel altijd gevormd door de isobaren, die punten verbinden waar dezelfde  luchtdruk heerst.

### Verticale luchtdrukgradiënten
Als men afwijkingen ten gevolge van verticale temperatuurgradiënten  in de troposfeer verwaarloost, dan neemt de luchtdruk op Aarde bij toenemende hoogte, ten gevolge van de afnemende hoeveelheid lucht in de luchtkolom erboven, bij benadering exponentieel af volgens de relatie die hierboven voor gassen is gegeven. Op weerkaarten moet de luchtdruk die door meetstations op grotere hoogte is gemeten voor het hoogteverschil met zeeniveau worden gecorrigeerd.
De waarden van de verticale luchtdrukgradiënten op zeeniveau liggen in de orde van 13 Pa/m. De atmosferische drukken tot op 10 km hoogte zijn in onderstaande tabel weergegeven.
| hoogte km     | 0,0 | 1,0  | 2,0  | 3,0  | 4,0  | 5,0  | 6,0  | 7,0  | 8,0  | 9,0  | 10,0 |
| luchtdruk atm | 1,0 | 0,88 | 0,78 | 0,69 | 0,61 | 0,54 | 0,47 | 0,42 | 0,37 | 0,32 | 0,29 |

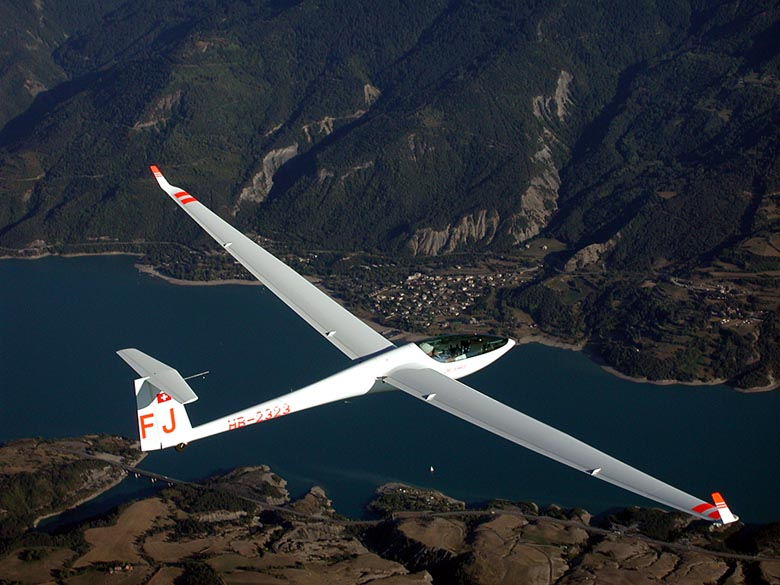
Moderne zweefvliegtuigen kunnen tot zeer grote hoogten opstijgen.

De meeste mensen kunnen op grotere hoogten niet optimaal functioneren. Daarbij kan hoogteziekte optreden. Voor mensen die de hoogte in gaan, bijvoorbeeld bergsporters, zweefvliegers en sommige ballonvaarders, is het daarom belangrijk te weten op welke hoogte het nodig is om een zuurstofmasker op te zetten. De maximale hoogte {\displaystyle h_{\text{max}}} die kan worden bereikt tot een minimale druk {\displaystyle P_{\text{min}}} is te berekenen met:
{\displaystyle h_{\text{max}}={\frac {R\,T}{g\,M}}\ln \left[{\frac {P_{0}}{P_{\text{min}}}}\right]}
waarin:
{\displaystyle {\frac {R\,T}{g\,M}}\approx 8{,}0\,{\text{km}}}
waarvoor een temperatuur van ongeveer 273 kelvin en een molaire massa van 28,8 gram per mol voor lucht is aangenomen.

### Horizontale luchtdrukgradiënten
De luchtdruk die op een bepaalde locatie op zeeniveau gemeten wordt, hangt af van de massa van de luchtkolom boven het meetpunt. Boven plaatsen met een lagere luchtdruk is de massa van de luchtkolom kleiner. Verschillen in luchtdruk in het horizontale vlak op verschillende locaties op zeeniveau kunnen met een barometer worden gemeten. Het zijn de horizontale drukgradiënten die luchtstromingen in gang zetten, maar kunnen niet gemakkelijk worden gemeten of uit een paar meetwaarden worden afgeleid.
De horizontale luchtdrukgradiënten zijn vele malen kleiner dan de verticale luchtdrukgradiënten en zijn sterk afhankelijk van lokale weersomstandigheden.  Horizontale luchtdrukgradiënten worden berekend uit de meetwaarden die door meetstations worden verzameld. Die gegevens worden in weerkaarten verwerkt, zoals in de figuur rechts. Het drukverschil tussen twee isobaren op de weerkaart bedraagt gewoonlijk 5 hPa. Uit de ligging van de isobaren op weerkaarten is af te leiden dat de horizontale luchtdrukgradiënten tot maximaal zo'n 5 10−3 Pa/m oplopen. 